# Världsmästerskapen i bordtennis 1953
Världsmästerskapen i bordtennis 1953 spelades i Bukarest under perioden 20-29 mars 1953.

## Medaljörer

### Lag
| Disciplin            | Guld                                                                            | Silver                                                                       | Brons                                                                                        |
| Herrarnas lagtävling | England Richard Bergmann Adrian Haydon Brian Kennedy Johnny Leach Aubrey Simons | Ungern Elemer Gyetvai József Kóczián Miklos Sebok Ferenc Sidó Kalman Szepesi | Frankrike Guy Amouretti Michel Haguenauer Michel Lanskoy René Roothooft Jean-Claude Sala     |
| Herrarnas lagtävling | England Richard Bergmann Adrian Haydon Brian Kennedy Johnny Leach Aubrey Simons | Ungern Elemer Gyetvai József Kóczián Miklos Sebok Ferenc Sidó Kalman Szepesi | Tjeckoslovakien Ivan Andreadis Vaclav Tereba František Tokár Bohumil Váňa Ludvik Vyhnanovsky |
| Damernas lagtävling  | Rumänien Angelica Rozeanu Sari Szasz Ella Zeller                                | England Kathleen Best Diane Rowe Rosalind Rowe                               | Österrike Friederike Lauber Gertrude Pritzi Ermelinde Wertl                                  |
| Damernas lagtävling  | Rumänien Angelica Rozeanu Sari Szasz Ella Zeller                                | England Kathleen Best Diane Rowe Rosalind Rowe                               | Ungern Agnes Almasi Zsuzsa Fantusz Gizella Gervai Éva Kóczián                                |

### Individuellt
| Disciplin      | Guld                            | Silver                        | Brons                         |
| Herrsingel     | Ferenc Sidó                     | Ivan Andreadis                | Ladislav Štípek               |
| Herrsingel     | Ferenc Sidó                     | Ivan Andreadis                | József Kóczián                |
| Damsingel      | Angelica Rozeanu                | Gizella Gervai                | Diane Rowe                    |
| Damsingel      | Angelica Rozeanu                | Gizella Gervai                | Rosalind Rowe                 |
| Herrdubbel     | József Kóczián Ferenc Sidó      | Richard Bergmann Johnny Leach | Ivan Andreadis Bohumil Váňa   |
| Herrdubbel     | József Kóczián Ferenc Sidó      | Richard Bergmann Johnny Leach | Viktor Barna Adrian Hayden    |
| Damdubbel      | Gizella Gervai Angelica Rozeanu | Diane Rowe Rosalind Rowe      | Zsuzsa Fantusz Edit Sagi      |
| Damdubbel      | Gizella Gervai Angelica Rozeanu | Diane Rowe Rosalind Rowe      | Kathleen Best Ermelinde Wertl |
| Mixade dubblar | Ferenc Sidó Angelica Rozeanu    | Žarko Dolinar Ermelinde Wertl | József Kóczián Gizella Gervai |
| Mixade dubblar | Ferenc Sidó Angelica Rozeanu    | Žarko Dolinar Ermelinde Wertl | Laszlo Foldy Éva Kóczián      |

### Fotnoter
1. ↑  ”World Championships Results”. ITTF Museum. Arkiverad från originalet den 11 maj 2012. https://web.archive.org/web/20120511103023/http://www.ittf.com/museum/results/WorldChresults.html. Läst 7 april 2012.
2. ↑  ”ITTF Statistics”. ittf.com. Arkiverad från originalet den 22 november 2015. https://web.archive.org/web/20151122174839/http://www.ittf.com/ittf_stats/All_events4.asp?Competition_ID=22. Läst 7 april 2012.